# Cathrin Pfeifer
Cathrin Pfeifer (* 1962 in Ost-Berlin) ist eine deutsche Akkordeonspielerin und Komponistin.

## Leben
Geboren und aufgewachsen in Ost-Berlin, war sie später Studentin an der Musikhochschule Hanns Eisler. Das Akkordeonspiel begann sie mit neun Jahren. Sie gründete ihre eigene Band, spielte des Weiteren mit anderen bekannten Musikern und Bands zusammen, darunter Steve Lacy, der DDR-Rockband Keimzeit und der italienischen Sängerin Etta Scollo. In ihrem Trio Trezoulé spielt sie mit Takashi Peterson an der Gitarre und Andi Bühler am Schlagzeug. Mit Katharina Franck spielt sie zusammen in Reinhardt Repkes Club der toten Dichter.

## Fernsehauftritte
1990 hatte Pfeifer ihren ersten Auftritt im DEFA-Film Die Architekten. 1999 lieferte Cathrin Pfeifer die Musik für den deutschen Episodenfilm Nachtgestalten. 2016 besuchte Max Moor sie für die RBB-Serie Bauer sucht Kultur. Im Film Eine Braut kommt selten allein mit Paul Würdig gab sie einen Auftritt in einem Club in Berlin.

## Diskografie
- Balance (1992)
- Panico na Panicifadora (1995)
- lonely tramp (2002)
- waiting for valentin (2005)
- Tough & Tender (2008)
- Pousse Blues Waltz (2012)
- Trezoulé (2018)